# Lucas Antônio Monteiro de Barros, barão de Santa Alda
Lucas Antônio Monteiro de Barros, primeiro e único barão de Santa Alda ComC (Recife, 23 de janeiro de 1828 — Laranjal, 16 de maio de 1900), foi um fazendeiro brasileiro.
Filho do desembargador José Maria Monteiro de Barros e Rosa Úrsula Monteiro, neto do visconde de Congonhas do Campo, casou-se com sua prima Alda Eugênia Monteiro de Barros.
Agraciado barão em 29 de novembro de 1886; era moço fidalgo da Casa Imperial, comendador da Imperial Ordem da Rosa e da Ordem de Cristo.